# Borbacha parviscripta
Borbacha parviscripta är en fjärilsart som beskrevs av W. Warren 1896. Borbacha parviscripta ingår i släktet Borbacha och familjen mätare. Inga underarter finns listade i Catalogue of Life.